# Walton (Liverpool)
Pour les articles homonymes, voir Walton.
Walton, à l'origine Walton-on-the-Hill, est un quartier de Liverpool, dans le Merseyside.

## Toponymie
Walton, ou Walton on the Hill, est connu sous le nom de Waletone dans le Domesday Book en 1086, puis sous le nom de Waleton dans les Pipe rolls (en) en 1177. Le toponyme vient du vieil anglais W(e)ala-tun, signifiant « la ville des Bretons insulaires ou des serfs britanniques. »

## Culture locale et patrimoine

### Personnalités liées à la commune
Paul McCartney est né à Walton.